# 星条旗 (国歌)
『星条旗』（せいじょうき、英: The Star-Spangled Banner）は、アメリカ合衆国の国歌。歌詞は、1814年9月に当時35歳の詩人・弁護士のフランシス・スコット・キーによって書かれた。

## 歴史

### 作曲の経緯

当時の星条旗 （1795年5月1日 - 1818年7月3日）

1812年に始まった米英戦争のさなかの1814年9月、ボルティモア（メリーランド州）のマクヘンリー砦での事である。フランシス・スコット・キーは、友人である医師を含む捕虜の交換交渉のためにイギリス帝国の軍艦に乗り込んだ。イギリス側の司令官は、最終的にはキーもその友人も解放することに同意した。
しかし機密保持のため、帝国艦隊が砦を砲撃する間、2人は軍艦内で抑留される事となった。激しい夜間砲撃の後、9月14日の夜明けを迎えたキーらは、曙光の中で（“by the dawn’s early light”）、砦の上に星条旗（その当時は星15個、縞15本）が聳えるのを目にする。
激しい砲撃にも砦が死守された事に感銘を受けたキーは、直ぐさま「マクヘンリー砦の防衛」という詩の着想を得、持参していた手紙の裏に書き留める。2日後、ボルチモア市街に友人達と無事に戻った16日の夜、インディアン・クイーン・ホテル（Indian Queen Hotel）で推敲し、4節の詩に体裁を整え、複写を作成し、翌17日に周囲に披露した。
この詩はさらに、人気のあった酒飲み歌「天国のアナクレオンへ」のメロディに合わせてアレンジされ、同年10月14日にボルチモアのホリデー・ストリート・シアター（Holliday Street Theatre）で歌曲として初披露された後、“The Star-Spangled Banner”（「星条旗」）として出版された。曲の「天国のアナクレオンへ」は、イギリスの作曲家ジョン・スタッフォード・スミスによって1780年に書かれ、英米で人気を得た曲である。アナクレオンは古代ギリシアの詩人で、恋愛や酒を題材にした詩を書いた人物。

### 国歌に制定されるまで
『星条旗』は特に南北戦争中に人気を博した。1890年ごろまでに軍隊の儀式において採用され、国旗の掲揚・降納時に演奏することが義務づけられた。
アメリカの正式な国歌を制定しようという動きは長くあり、『星条旗』もその候補であったが、ほかにも実質的な国歌とされている曲があった。1908年、議会は国歌の候補として4曲を選び、アメリカ議会図書館長のオスカー・ソネック (Oscar Sonneck) に調査を依頼したが、その4曲とは『星条旗』、『コロンビア万歳』、『アメリカ』、『ヤンキードゥードゥル』であった。1917年には陸軍および海軍は『星条旗』を儀礼における国歌に指定した。最終的にハーバート・フーヴァー大統領時の1931年3月3日、『星条旗』が、アメリカ合衆国の国歌として正式に採用された。

## 使用
- ジャコモ・プッチーニの歌劇『蝶々夫人』（1904年初演）第1幕の曲「America for ever」の冒頭部分に『星条旗』が使われている。
- セルゲイ・ラフマニノフは十月革命を逃れてアメリカ合衆国に移住した1918年に『星条旗』をピアノ用に編曲している。本人による演奏のピアノロールが残っている[6]。
- イーゴリ・ストラヴィンスキーはアメリカ合衆国に移住した後の1941年に『星条旗』を管弦楽用と合唱用に編曲し、10月14日にロサンゼルスで初演された[7]:132-133。1944年に同曲をボストンで演奏したときに、国歌を編曲することはマサチューセッツ州法に違反するとされて演奏を禁止された。このことからストラヴィンスキーが国歌を編曲して逮捕されたという伝説が生じることになったが事実ではない[7]:152。
- ロック・ギタリストのジミ・ヘンドリックスは、この曲を度々エレクトリック・ギターで演奏し、特に1969年のウッドストック・フェスティバルでの演奏は有名である。（映画『ウッドストック/愛と平和と音楽の三日間』、アルバム『ライヴ・アット・ウッドストック』等で聴ける）

## その他
「星条旗よ永遠なれ (Stars and Stripes Forever)」は作曲家ジョン・フィリップ・スーザによる行進曲であり、全く別の曲である。こちらは、1987年12月に「アメリカ合衆国の行進曲 (National March)」に制定された。
曲はかなり広い音域を使用するためにうまく歌うのは難しい。高い音で歌い始めてしまうと最後近くの「free」のところの最高音の伸ばしを失敗してしまう。スポーツイベントなどで歌われる慣習があるが、有名人が失敗して批判されることも多い。なお、イベントなどであえて曲調を変えて歌うこともあり、物によっては国歌という印象を覚えないこともある。

## 歌詞

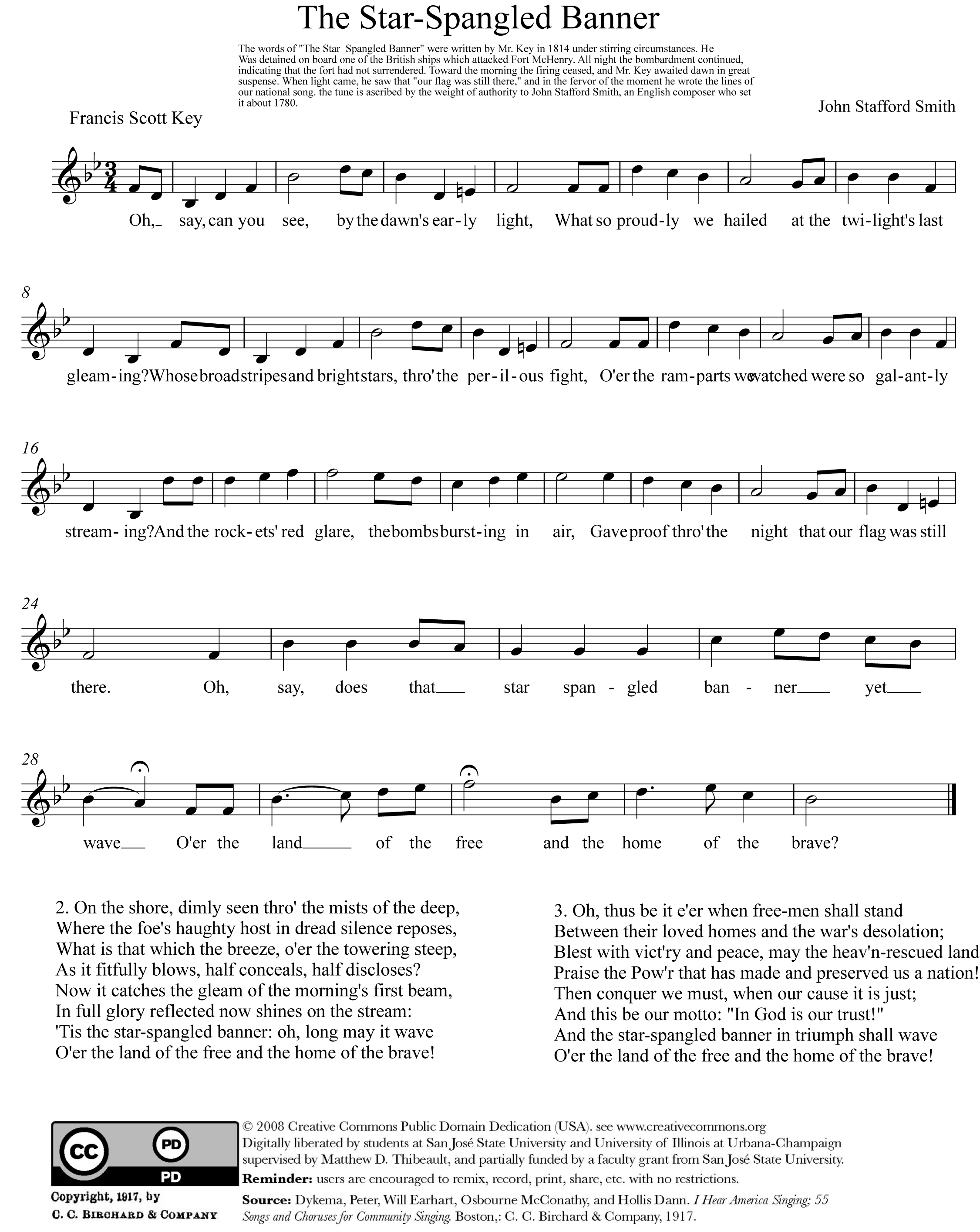
楽譜

『星条旗』の歌詞には多少の揺れがあるが、何が正式なものかは定められていない。歌詞は4番まであるが、1番以外が歌われることは少ない。アメリカ本国出身者でも2番の歌詞までしか知らない場合が多い。とくに3番は内容が強く反英的であることから通常は歌われない。3番は南北戦争の頃の価値観ですら問題視されていた。
歌詞にいう「rocket」を日本語訳では「狼煙」「砲火」「砲弾」等と翻訳されるが、これはフォートマクヘンリーへの砲撃で発射されたコングリーヴ・ロケットのことである。

### 原文
1番
Oh(O) say can you see, by the dawn's early light,
What so proudly we hailed at the twilight's last gleaming,
Whose broad stripes and bright stars through the perilous fight,
O'er the ramparts we watched, were so gallantly streaming.
And the rocket's red glare, the bombs bursting in air,
Gave proof through the night that our flag was still there;
Oh (O)say does that star-spangled banner yet wave
O'er the land of the free and the home of the brave?
2番
On the shore dimly seen through the mists of the deep,
⁠Where the foe's haughty host in dread silence reposes,
What is that which the breeze, o'er the towering steep,
⁠As it fitfully blows, half conceals, half discloses?
Now it catches the gleam of the morning's first beam,
In full glory reflected now shines on the stream,
'Tis the star-spangled banner, O! long may it wave
O'er the land of the free and the home of the brave.
3番
And where is that band who so vauntingly swore
That the havoc of war and the battle's confusion,
A home and a country should leave us no more?
Their blood has washed out their foul footsteps' pollution.
No refuge could save the hireling and slave,
From the terror of flight, or the gloom of the grave,
And the star-spangled banner in triumph doth wave,
O'er the land of the free and the home of the brave.
4番
Oh(O)! thus be it ever, when freemen shall stand,
Between their lov'd home and the war's desolation,
Blest with vict'ry and peace, may the Heav'n rescued land,
Praise the Power that hath made and preserv'd us a nation!
Then conquer we must, when our cause it is just,
And this be our motto—"In God is our Trust;"
⁠And the star-spangled Banner in triumph shall wave,
O'er the land of the free and the home of the brave.

### 日本語訳
1番
おお、君は見えるだろうか。夜明けの薄明りの中
黄昏の僅かな光の下に掲げられた我々の歓喜を浴びる誇り高きものが
その太い縞模様と輝く星々は危険に満ちた戦いを潜りぬけ
城壁の上で勇ましく翻っているあの旗を
ロケットの赤い光が、空中で破裂する爆弾が
我々の旗がまだそこに在るのを夜を徹して証明していた
おお、あの星条旗はまだたなびいているだろうか
自由の大地であり、勇者の故郷でもある場所で
2番
濃い霧の岸辺にかすかに見える
恐れおののき息をひそめる敵の軍勢が
切り立つ崖の向こうで
気まぐれに吹く微風に見え隠れする
朝日を受け栄光に満ちて輝きはためく
星条旗よ、長きに渡り翻らん
自由の大地であり、勇者の故郷でもある場所で
3番
戦争による破壊と混乱を自慢げに断言した奴等は何処へ
家も国もこれ以上我々を見捨てはしないと
彼等の邪悪な足跡は彼等自らの血で贖われたのだ
敗走の恐怖と死の闇の前では
どんな慰めも傭兵や奴隷達の救いたりえず
そして勝利の中で星条旗は翻る
自由の大地であり、勇者の故郷であるその場所で
4番
おお、自由の民が立つ時、常にこうであれ
愛する家と戦争の荒廃の間で
勝利と平和に祝福された天に救われた地が
国家を創り守りたもうた力を讃えよ
正義の大義がある時、我らは必ず勝利を収めねばならない
そして我々のモットーは「神を信じる」ということ
そして勝利の中で星条旗は翻る
自由の大地であり、勇者の故郷であるその場所で